# Kenji Komata
Pour la rivière de Nouvelle-Zélande, voir Komata (rivière).
 (mars 2018).
Kenji Komata (古俣 健次, Komata Kenji) est un footballeur japonais né le 15 juillet 1964 dans la préfecture de Niigata au Japon.